# 窝尼语
窝尼语(自称: hɑ31 ɲi33)是一种在中国云南省镇沅彝族哈尼族拉祜族自治县和新平彝族傣族自治县使用的南部彝语支语言。对窝尼语最详尽的记录是Yang (2016)。
有5,406名窝尼语使用者在云南中南部。 杨艳(2016)记载了新平县勒达村窝尼方言高华年(1955)和新平县扬武镇方言。

## 分类
杨艳(2016)将窝尼语归为豪白方言。

## 分布
窝尼语主要分布在下列村(杨艳2016:1-2)。
- 峨山彝族自治县
  - 岔河乡: 回龙村、青龙寨、[5]哈龙,[6]布度冲、[7]三家人、[8]新寨、[9]旧寨、[10]乌木村、[11][12]谢家村、[13][14]棚祖坝、[15][16]梁家村、[17]等
  - 化念镇: 罗里河、[18]羊毛冲、[19]老行寨、[20]马鹿塘、[21]他达莫、[22]法图山、[23]等
- 新平彝族傣族自治县
  - 亚尼社区: 勒达小组[3]和岔河小组[24]
  - 扬武镇: 居拉里村[25][26](来自峨山县马鹿塘和老行寨)(语言现已灭亡[27])
- 晋宁县: 夕阳彝族乡(在6个村)
- 石屏县: 龙武镇(在育英村[28])

另一十分相似的语言变体在通海县(通海县志 1992:611-612):
- 团田村: 梅子箐, 马尾寨和独家村
- 水塘村: 新寨